# Водяна (притока Базавлука)
Водяна́ — річка в Україні, ліва притока Базавлука, притоки Дніпра (басейн Чорного моря). Довжина 15 км. Площа водозбірного басейну 148 км². Похил 3,4 м/км. Долина трапецієподібна.
Живиться за рахунок атмосферних опадів. Льодостав нестійкий (з грудня до початку березня). Використовується на сільськогосподарські потреби.
Бере початок із західних околиць Нікополя із відстійників технічних вод. Одна з приток іде з-під Нікопольського заводу феросплавів. Тече із сходу на захід. Протікає територією Нікопольського району Дніпропетровської області через село Приміське та присадибні ділянки. Впадає до Базавлука в селі Олексіївка.